# 周保權
周保權（952年—985年），朗州武陵縣（今湖南常德）人，五代十國末期曾任武平軍節度使，為周行逢之子，周行逢任武平軍節度使時，以其為節度副使。
宋太祖趙匡胤建隆三年（962年）九月，周行逢病重，遺命親信僚屬輔佐年僅11歲的周保權統領軍務，並告以衡州（今湖南衡陽）刺史張文表將來必反，應遣楊師璠討伐之。周行逢去世後，張文表果然叛變，周保權遂命楊師璠出軍討伐，並同時向荊南及宋乞援。
這段期間，周保權先被宋任命為武平軍節度使。而在建隆四年（963年）正月，楊師璠亦迅速平定亂事，殺張文表；然而宋太祖此時已派慕容延釗、李處耘率軍南下，藉口平亂，實則欲取荊南及周保權所據湖南之地，史稱荊湖之戰。荊南不久獻地投降，而湖南在有限的抵抗後亦降，周保權被俘。
不久，周保權被帶往宋朝京城開封（今河南開封），趙匡胤釋其罪，任命其為右千牛衛上將軍，居住京師。乾德五年（967年）遷右羽林統軍。宋太宗趙光義太平興國元年（976年），出知并州（今山西榆次）。雍熙二年（985年）去世。